# (565) Marbachia
(565) Marbachia – planetoida z pasa głównego asteroid okrążająca Słońce w ciągu 3 lat i 301 dni w średniej odległości 2,44 j.a. Została odkryta 9 maja 1905 roku w Landessternwarte Heidelberg-Königstuhl w Heidelbergu przez Maxa Wolfa. Nazwa planetoidy pochodzi od niemieckiego miasta Marbach. Przed jej nadaniem planetoida nosiła oznaczenie tymczasowe (565) 1905 QN.